# QX Gaygalan 1999
QX Gaygalan 1999 var första QX Gaygalan och hölls på bögklubben Propaganda i Stockholm den 22 januari 1999. Galan delade ut pris till personligheter och företeelser inom HBTQ-rörelsen som röstats fram ur fjorton olika kategorier av tidningen QX:s läsare. Dessutom delade QX ut ett mindre antal utmärkelser som årets hederspris och årets idrottare. Christer Lindarw fick QX Hederspris, vilket delades ut av Sofia Eriksson och Dearin Priester utsågs till årets idrottsman.
Under galan var Kayo konferencier och Elisabeth Ohlson Wallin prisades som Årets homo och boken med fotografierna från hennes utställning Ecce homo utsågs till årets bok. Ärkebiskop K.G. Hammar fick priset för Årets hetero. Prisutdelare var bland andra Mark Levengood och Efva Attling (årets homo), Ola Forssmed och Sophie Uppvik (årets hetero) samt Henrik Johnsson och Alice Bah (årets flipp). Nanne Grönvall uppträdde som dragking och framförde låtarna "Diva", som också blev Årets låt, och sin egen "Avundsjuk" som var nominerad till årets låt.

## Vinnare och nominerade
| Årets homo | Årets hetero                                                                                  |
| --- | --------------------------------------------------------------------------------------------- |
| - Elisabeth Ohlson Wallin - Sophie Uppvik - George Michael Prisutdelare: Efva Attling och Mark Levengood                                                                                      | - K.G. Hammar - Henrik Johnsson - Lukas Moodysson Prisutdelare:Ola Forssmed och Sophie Uppvik |
| Årets hederspristagare |                                                                                               |
| Christer Lindarw, piset utdelats av Sofia Eriksson |                                                                                               |
| Årets dragqueen | Årets film                                                                                    |
| - Mrs. Green, (Peter Licorish) - Babette - Roger Morgan Prisutdelare: Lars Wallin och Rickard Engfors                                                                                         | - Titanic - Fucking Åmål - Wilde Prisutdelare: Rikard Wolff                                   |
| Årets flipp | Årets idrottsman                                                                              |
| - Europride - Ecce Homo - Prins Carl Philip Prisutdelare: Henrik Johnsson och Alice Bah | Dearin Priester                                                                               |
| Årets bar | Årets butik                                                                                   |
| - Häcktet (Stockholm) - Side Track (Stockholm) - Gretas (Göteborg) | - Hennes & Mauritz - LW8 - Antikt Gammalt & Nytt                                              |
| Årets café | Årets DJ                                                                                      |
| - Chokladkoppen - Element - Mera | - Christer Broman - Emil Hellman - Per QX Prisutdelare: Popsie                                |
| Årets gayklubb | Årets TV-program                                                                              |
| - Propaganda - Homolulu - Patricia | - Diggiloo - Ally McBeal - Expedition: Robinson Prisutdelare: Pekka Heino och Erik Kristensen |
| Årets bok | Årets låt                                                                                     |
| - Gör om mig – Mikael Bindefeld - Ecce Homo – Elisabeth Ohlson Wallin - Så går en dag från våra liv och kommer aldrig åter – Jonas Gardell Prisutdelare: Christer Lindarw och Tina Leijonborg | - Avundsjuk – Nanne Grönvall - Diva – Dana International - Believe – Cher                     |
| Årets flopp |                                                                                               |
| - Alf Svensson - Mingel - TV-programmet Vill ha dig |                                                                                               |